# Liberty Lines
Liberty Lines, bis 2016 Ustica Lines, ist eine italienische Reederei mit Sitz in Trapani. Die Reederei besitzt 32 Schiffe (2024), mit denen Routen rund um Sizilien betrieben werden.

## Geschichte

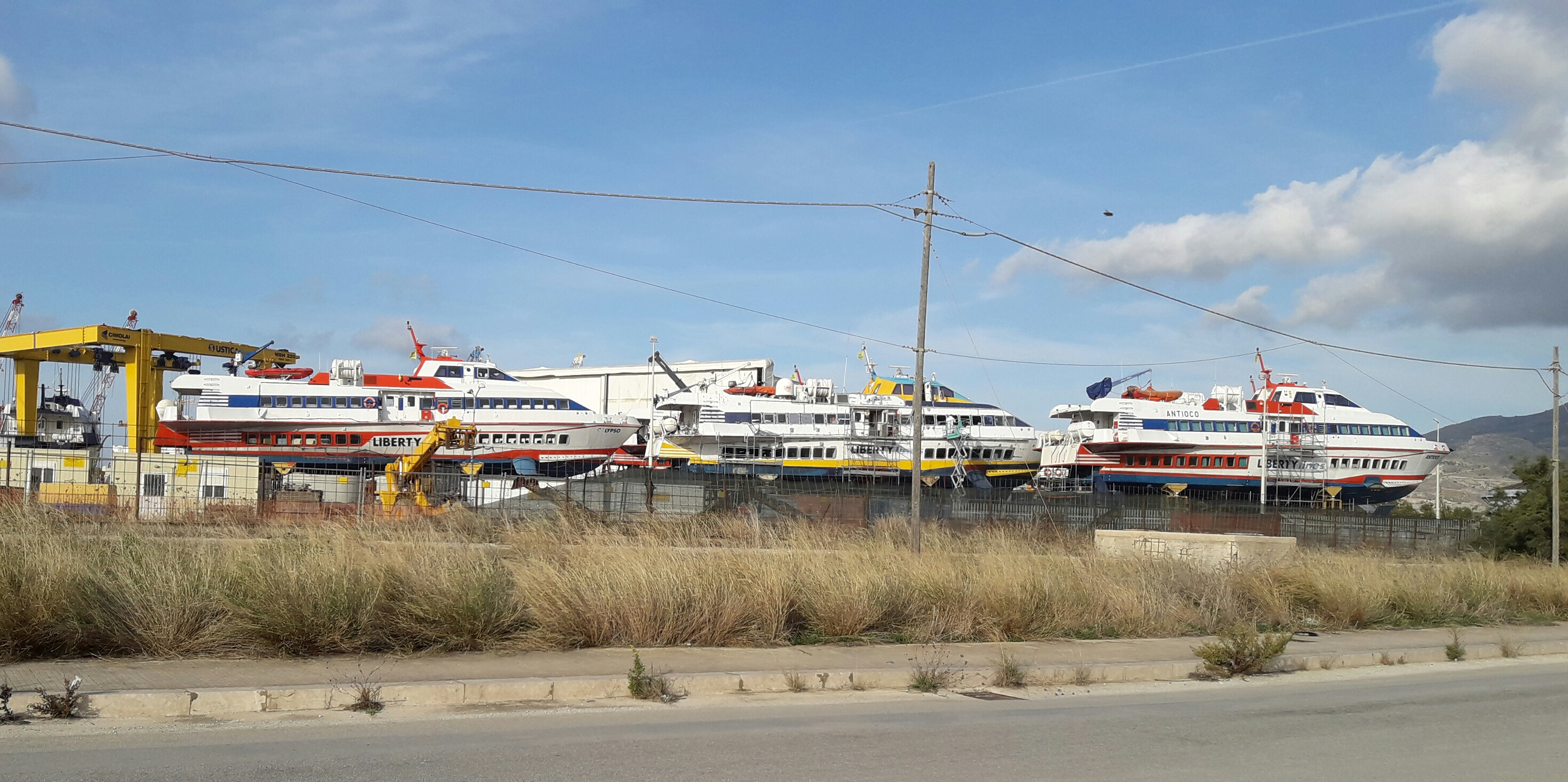
Liberty-Werft in Trapani

Liberty Lines wurde 1993 unter dem Namen Ustica Lines von Comandante Vittorio Morace (1941–2022), einem Reeder aus Neapel, gegründet. Am Anfang wurden mit nur einem Tragflügelboot die Häfen von Neapel, Ustica, Favignana, Trapani, Pantelleria sowie Kelibia in Tunesien angefahren. 1995 kaufte die Reederei ein neues Schiff und eröffnete die Route Lampedusa–Linosa und von Trapani aus weitere Verbindungen auf die Ägadischen Inseln.
1997 wurde eine 33-prozentige Beteiligung an der in Messina ansässigen Werft Rodriquez Cantieri Navali erworben. Zwischen 1997 und 2003 wurden in dieser Werft fünf HSC-Schiffe gebaut. 2002 gewann Liberty Lines eine Ausschreibung für den Linienverkehr mit Personenfähren auf den Kanarischen Inseln, im selben Jahr noch weitere Ausschreibungen in der Region Sizilien. 2004 übernahm das Unternehmen Schiffe von SNAV und setzte sie auf den Verbindungen zu den Äolischen Inseln ein. Im selben Jahr wurden neue Routen zwischen Sizilien und den Pelagischen Inseln eingerichtet sowie Routen zu den Häfen Milazzo, Messina, Neapel und Palermo.
2016 wurde Ustica Lines zu Ehren des ersten Schiffes der Flotte in Liberty Lines umbenannt. Im Jahr 2017 betrieb die Reederei Routen zwischen Apulien und Griechenland, genauer gesagt Otranto–Korfu–Paxos. 2019 gewann Liberty Lines eine Ausschreibung der Region Friaul-Julisch Venetien für einer Seeverbindung von Triest aus entlang der Küste von Istrien in die benachbarten Länder Slowenien und Kroatien. Im Dezember 2022 gewann Liberty Lines die Ausschreibung der Region Sizilien für die Verbindungen zwischen Sizilien und den Äolischen, Ägadischen und Pelagischen Inseln sowie nach Ustica und Pantelleria.
2023 feierte die Reederei ihr 30-jähriges Jubiläum und erhielt ihr erstes Schiff mit Hybridantrieb, das in der Lage ist, in Hafennähe vollelektrisch zu fahren.

## Flotte
Im Jahr 2024 umfasste die Flotte 32 HSC-Fähren, darunter Tragflügelboote, Monohullfähren und Katamarane.

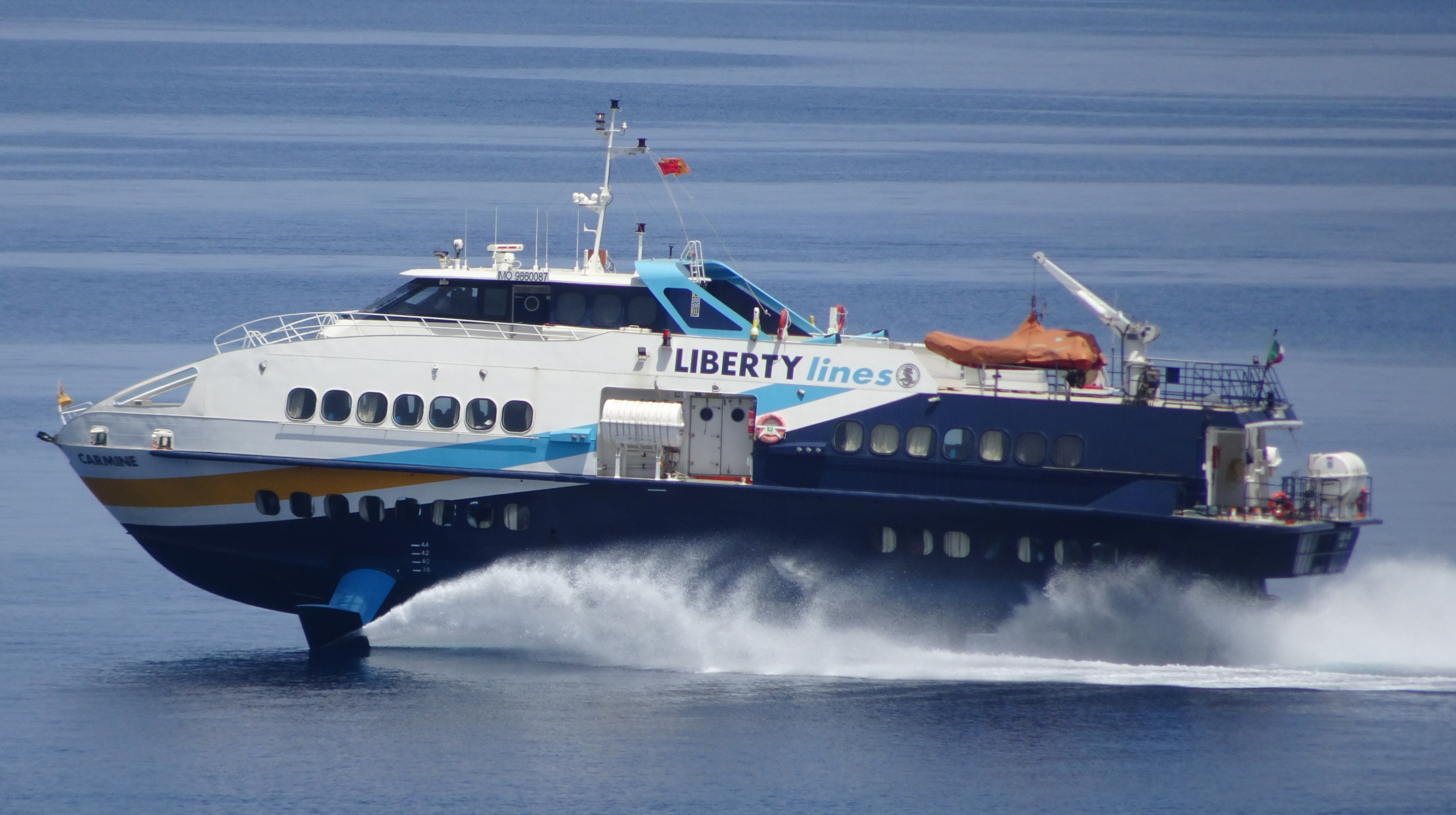
Tragflügelschiff Carmine

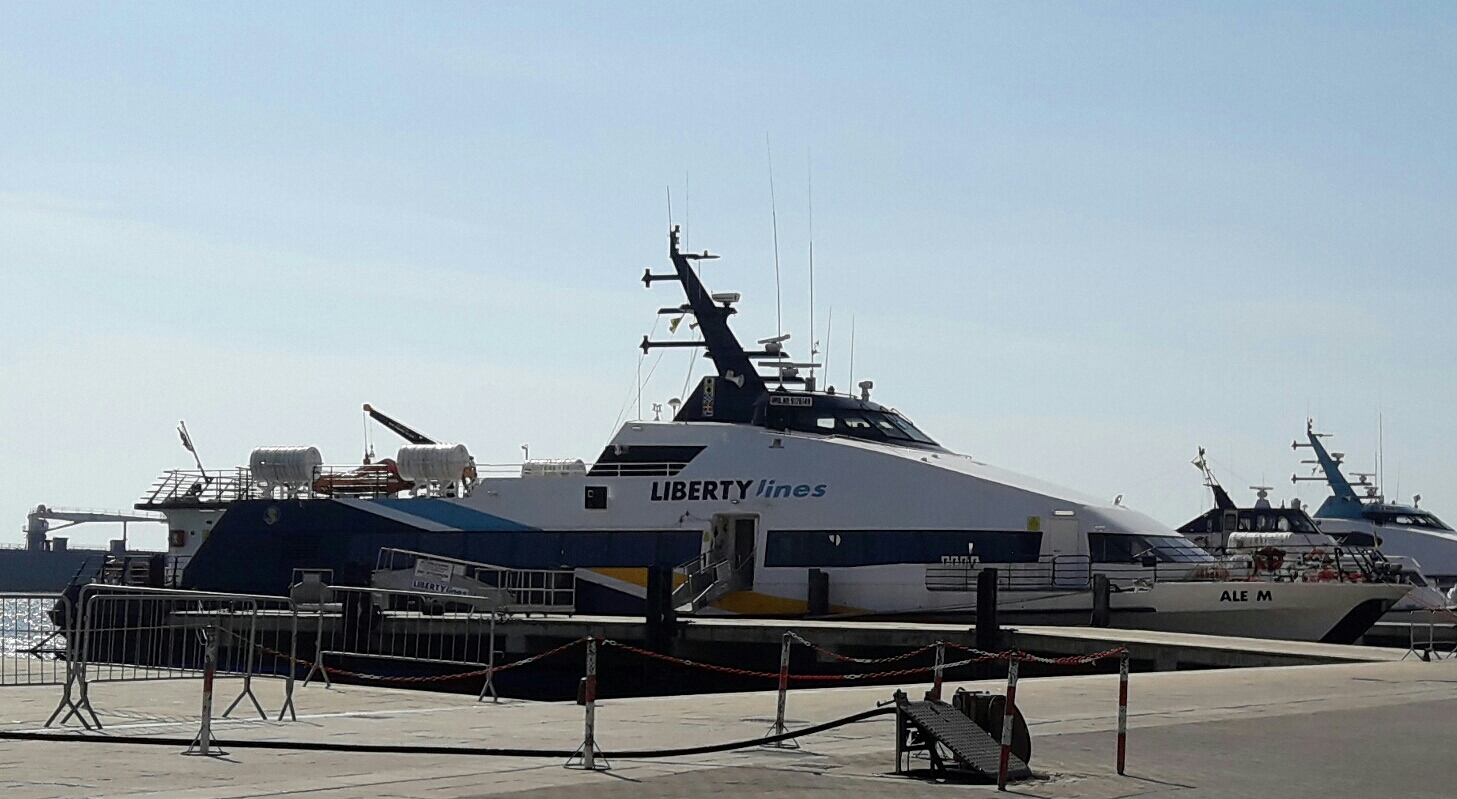
Katamaran Ale M

Tragflügelschiffe
| Schiff           | Bild | Baujahr | Länge in Metern | Passagiere | Geschwindigkeit in kn |
| ---------------- | ---- | ------- | --------------- | ---------- | --------------------- |
| Adriana M        |      | 1999    | 31,20           | 207        | 35                    |
| Alijumbo Zibibbo |      | 1991    | 31,20           | 182        | 31                    |
| Ammarí           |      | 2015    | 31,70           | 233        | 36                    |
| Antioco          |      | 2005    | 31,20           | 220        | 35                    |
| Calypso          |      | 2005    | 31,20           | 220        | 36                    |
| Carlo Morace     |      | 2014    | 31,70           | 216        | 36                    |
| Carmen M         |      | 2017    | 31,70           | 209        | 38                    |
| Carmine          |      | 2019    | 31,70           | 215        | 38                    |
| Eduardo M        |      | 1996    | 31,20           | 207        | 35                    |
| Eraclide         |      | 2005    | 31,70           | 220        | 36                    |
| Eschilo          |      | 2005    | 31,20           | 222        | 36                    |
| Fiammetta M      |      | 1989    | 30,95           | 184        | 31                    |
| Gianni M         |      | 2016    | 38,00           | 325        | 36                    |
| Mirella Morace   |      | 2006    | 31,20           | 220        | 36                    |
| Natalie M        |      | 2002    | 31,20           | 201        | 35                    |
| Platone          |      | 2006    | 31,20           | 218        | 36                    |
| Tiziano          |      | 1994    | 31,20           | 200        | 35                    |

Monohullfähren
| Schiff        | Bild | Baujahr | Länge in Metern | Passagiere | Geschwindigkeit in Knoten |
| ------------- | ---- | ------- | --------------- | ---------- | ------------------------- |
| Carlotta M    |      | 2011    | 37,60           | 200        | 30                        |
| Emma M        |      | 2014    | 37,65           | 200        | 30                        |
| Gennardo C.G. |      | 2024    |                 | 251        | 30                        |
| Gianluca M    |      | 2003    | 37,60           | 200        | 30                        |
| Marco M       |      | 2012    | 37,60           | 200        | 30                        |
| Sofia M       |      | 2010    | 37,60           | 200        | 30                        |

Katamarane
| Schiff     | Bild | Baujahr | Länge in Metern | Passagiere | Geschwindigkeit in Knoten |
| ---------- | ---- | ------- | --------------- | ---------- | ------------------------- |
| Ale M      |      | 1998    | 40,95           | 262        | 30                        |
| Aquarius   |      | 1991    | 40,95           | 340        | 30                        |
| Federica M |      | 1996    | 40,95           | 341        | 30                        |
| Gabriele M |      | 1998    | 40,00           | 338        | 30                        |
| Garagonay  |      | 1998    | 40,95           | 262        | 30                        |
| Vittoria M |      | 1998    | 40,95           | 330        | 30                        |

Monohullfähren mit Hybridantrieb
| Schiff            | Bild | Baujahr | Länge in Metern | Passagiere | Geschwindigkeit in Knoten |
| ----------------- | ---- | ------- | --------------- | ---------- | ------------------------- |
| Vittorio Morace   |      | 2024    | 39,7            | 251        | 30                        |
| Cristina M        |      | 2024    | 39,7            | 251        | 30                        |
| Gennaro C.G.      |      | 2024    | 39,7            | 251        | 30                        |
| Ferdinando Morace |      | 2024    | 39,7            | 251        | 30                        |
| Alessandro Morace |      | 2024    | 39,7            | 251        | 30                        |

### Ehemalige Schiffe (Auswahl)
(Quelle: )
- Gianni Morace (2006–2008)
- Carlo Morace (2007–2011)
- Ammari (2007)
- Marco M. (2007–2011)[5]
- Claudia M (2007–2014)
- SNAV Aquarius (2007)
- Spirit Star (2008, gechartert)

## Offizielle Partner
(Quelle: )
- Grimaldi Lines
- Lufthansa Systems
- mtu
- Autoservizi Salemi